# 切巴庫利湖
55°39′49″N 61°25′06″E / 55.6637°N 61.4184°E
切巴庫利湖（俄语：Чебакуль），是俄羅斯的湖泊，位於該國西南部，由車里雅賓斯克州負責管轄，處於庫納沙克區，面積17.9平方公里，海拔高度188米，平均水深3.4米，最大水深5.2米。